# Le Cobaye 2
Série
Le Cobaye
(1992)
Pour plus de détails, voir Fiche technique et Distribution.
Le Cobaye 2 (Lawnmower Man 2: Beyond Cyberspace) est un film américain réalisé par Farhad Mann, sorti en 1996.

## Synopsis
Seul survivant de l'explosion d'un mystérieux laboratoire, Jobe, simple d'esprit devenu demi-dieu cybernétique, est entre la vie et la mort. Le Dr. Cori Platt entreprend de reconstruire l'esprit de Jobe en utilisant l'informatique et la réalité virtuelle. Pendant ce temps, le scientifique Benjamin Trace se bat pour conserver l'exploitation de son invention : un programme de réalité virtuelle nommé "CHIRON". John Walker, un homme d'affaires cupide, s'empare de "CHIRON" pour réussir son projet démoniaque : contrôler l'accès à toutes les informations du monde. Pour l'aider dans son projet, Walker pense alors à Jobe. Seul le scientifique Trace peut contrer Jobe devenu une montruosité synthétique et dotée d'une puissance incommensurable.

## Fiche technique
- Titre : Le Cobaye 2
- Titre original : Lawnmower Man 2: Beyond Cyberspace
- Réalisation : Farhad Mann
- Scénario : Farhad Mann, Michael Miner
- Production : Keith Fox et Edward Simons
- Société de production : New Line Cinema
- Budget : 24 millions de dollars (18,2 millions d'euros)
- Musique : Robert Folk
- Photographie : Ward Russell
- Montage : Joel Goodman
- Décors : Holger Gross et Ernest H. Roth
- Costumes : Deborah Everton
- Pays d'origine : États-Unis
- Format : Couleurs - 2,35:1 - Dolby Surround - 35 mm
- Genre : Action, science-fiction
- Durée : 92 minutes
- Dates de sortie[1] :
  - États-Unis : 12 janvier 1996
  - France : 26 juin 1996

## Distribution
- Patrick Bergin : Docteur Benjamin Trace
- Matt Frewer (VF : Dominique Collignon-Maurin) : Jobe Smith
- Austin O'Brien : Peter Parkette
  - Trever O'Brien : Peter enfant
- Ely Pouget : Docteur Cori Platt
- Camille Cooper : Jennifer
- Patrick LaBrecque : Shawn
- Crystal Celeste Grant : Jade
- Sean Parhm : Travis
- Kevin Conway : Jonathan Walker
- Castulo Guerra : Guillermo
- Richard Fancy (en) : Sénateur Greenspan
- Ellis Williams : Chef de la sécurité
- Patricia Belcher : Cliente impatiente
- Molly Shannon : La femme sans abri
- Mathew Valencia : L'enfant sans abri

## Autour du film
- Le film fait suite au Cobaye, réalisé par Brett Leonard en 1992.
- De la distribution du premier film, seul Austin O'Brien reprit son rôle de Peter.

## Distinctions
- Nomination au prix du meilleur film, lors du festival Fantasporto en 1996.